# Langton-Down-Fibel

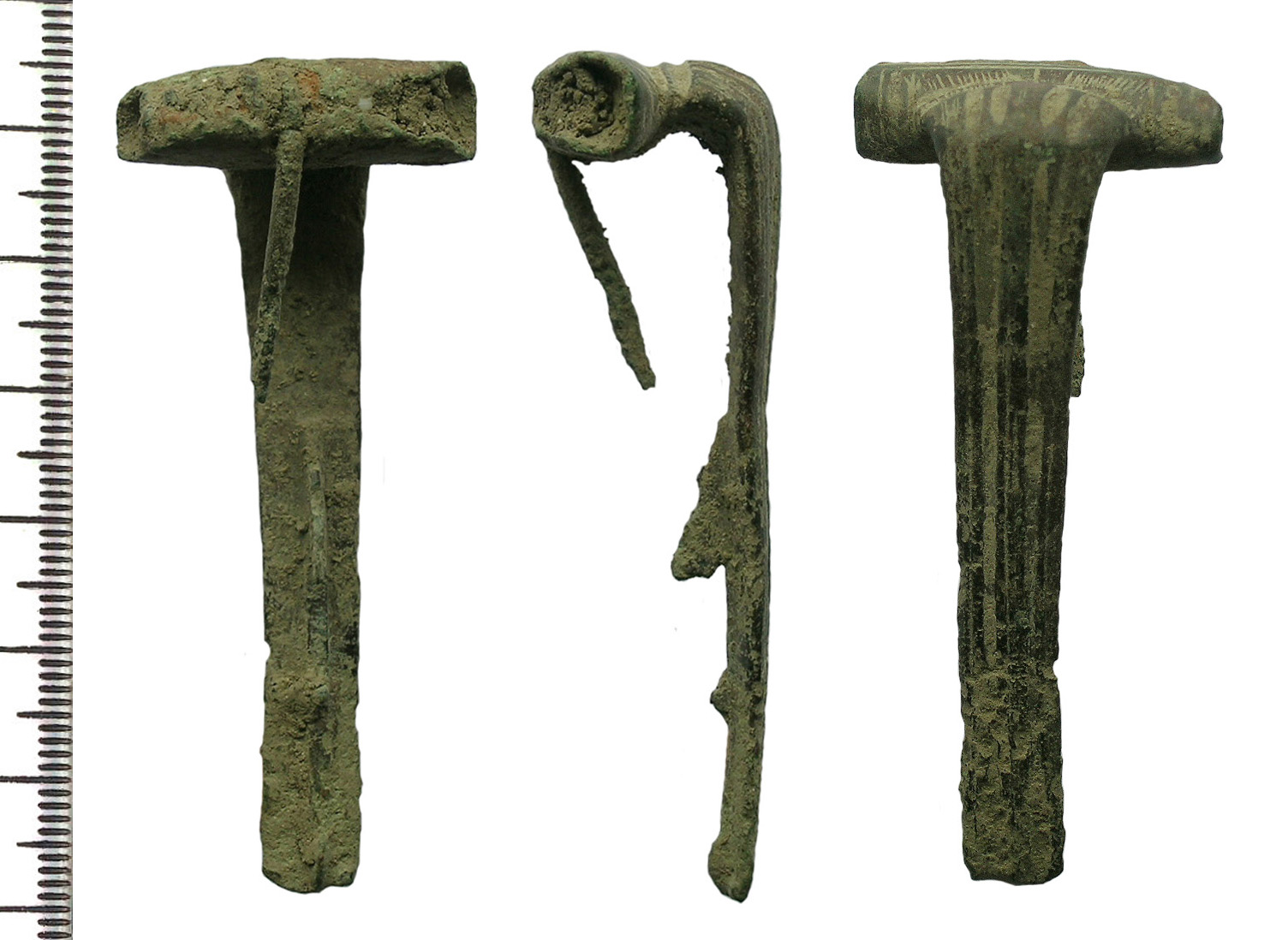
Beschädigte Langton-Down-Fibel aus Hertfordshire. Die Ansätze des großen Nadelhalters sind noch erkennbar.

Die Langton-Down-Fibel ist eine in der Regel bronzene Gewandspange zum Zusammenhalten der Kleidung aus der Zeit um Christi Geburt. Die Benennung der Fibel erfolgte nach dem Fundort in Großbritannien, an welchem sie erstmals beschrieben wurde.

## Beschreibung
Die Langton-Down-Fibel ist eine sogenannte Hülsenspiralfibel, was bedeutet, dass Körper und Spiralfeder (mit Nadel) der Fibel getrennt gefertigt wurden. Um die beiden Elemente zu verbinden, wird die Spiralfeder in eine röhrenförmige Hülse am Fibelkörper eingesetzt. Die Mechanik der Spirale ist somit nicht sichtbar, was der Fibel ein glattes, elegantes Äußeres gibt. Bei der Langton-Down-Fibel ist der Bügel breit und flach, vorne (zur Hülse hin) bricht er fast rechtwinkelig nach unten ab. Der Bügelrücken ist oft aufwändig mit Rillenmustern dekoriert, die Spiralhülse ist jedoch meist unverziert. Der Nadelhalter ist groß dimensioniert und weist meist Durchbrechungen auf.
Langton-Down-Fibeln sind typische Trachtbestandteile der späten Eisenzeit und der frühen römischen Kaiserzeit in Mittel- und Nordeuropa. Ihr Verbreitungsgebiet erstreckt sich von Großbritannien über Frankreich und Westdeutschland bis in die Schweiz.